# Фонте-Нова
«Итаипава Арена Фонте-Нова» (порт.-браз. Itaipava Arena Fonte Nova), официально известная как Спортивно-культурный комплекс имени профессора Октавио Мангабейры (порт.-браз. Complexo Esportivo Cultural Professor Octávio Mangabeira) — футбольный стадион в Салвадоре, Бразилия. Был построен в 2013 году на месте старого стадиона «Фонте-Нова»/стадиона Октавио Мангабейры (порт.-браз. Estádio Fonte Nova, Estádio Octávio Mangabeira), открытого в 1951 году. Вместимость нового стадиона — 51 708 человек. На стадионе проходили матчи Кубка конфедераций 2013 года, чемпионата мира по футболу 2014 года и матчи футбольного турнира Олимпийских игр 2016 года.
Стадион находится в собственности правительства Баия и является домашним стадионом клуба «Баия».

## История старой арены

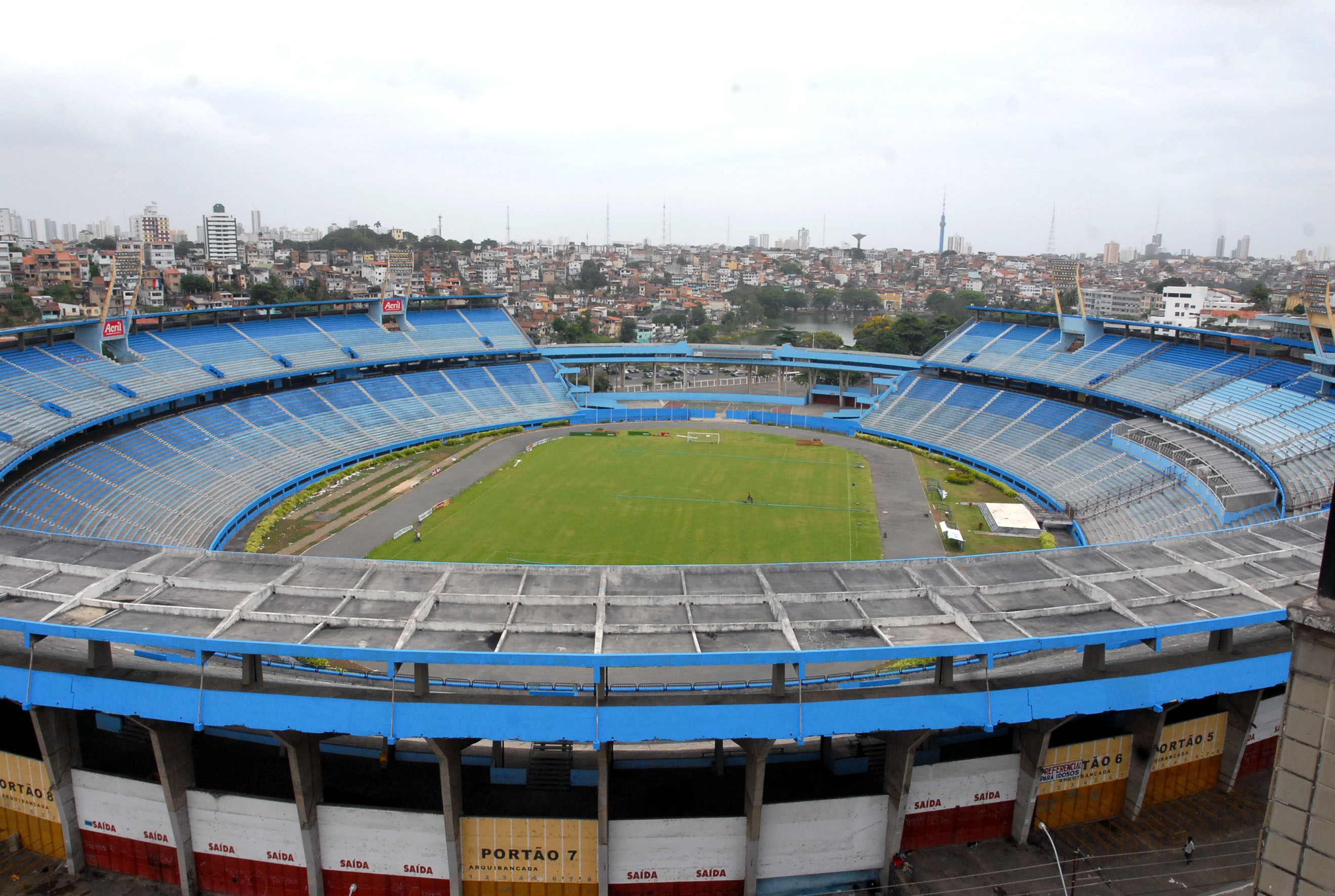
Старый стадион Фонте-Нова

Строительство старого стадиона закончилось в 1951 году. 4 марта 1971 года стадион был реконструирован, максимальная вместимость стадиона была увеличена с 35 000 до 110 000 мест. В день реконструкции были сыграны два матча: «Баия» против «Фламенго», и «Витория» против «Гремио». В этот день произошло большое происшествие, в котором погибли два человека.
Первый матч был проведен 28 января 1951 года, когда «Гуарани» и «Ботафого» (оба клуба — команды штата Баия), сыграли 2:1. Первый гол на стадионе был забит Нельсоном из клуба «Гуарани».
Рекорд посещаемости стадиона установлен 12 февраля 1989 и составляет 110 438 чел. Тогда «Баия» победили «Флуминенсе» 2:1.
25 ноября 2007 года проходил матч Третьего дивизиона бразильского чемпионата между клубами «Баия» и «Вила-Нова», на стадион пришло более 60 тыс. чел. Когда болельщики «Баия» праздновали переход своего клуба во Второй дивизион, разрушилась верхняя часть стадиона. В результате 7 человек погибли и 40 были ранены.
26 ноября 2007 года Жак Вагнер, губернатор штата Баия, приказал закрыть стадион. Также было сказано, что стадион может быть снесен, из-за того, что его структура находится под угрозой.
27 ноября того же года правительство штата объявило, что стадион «Фонте-Нова» будут снесен, а на его месте будет построен новый стадион.

## Новый стадион
28 сентября 2008 года губернатор Жак Вагнер сообщил, что вместо сноса, стадион будет преобразован в многофункциональный манеж с максимальной вместимостью 60 000 человек.
В августе 2010 года стадион был снесен и на этом же месте, началось строительство нового стадиона.
В июне 2014 года стадион принял матчи чемпионата мира по футболу 2014 года.
В 2016 году стадион стал одним из пяти стадионов в Бразилии за пределами Рио-де-Жанейро, который принял матчи олимпийского футбольного турнира.

## Кубок Конфедераций 2013
| Дата          | Время (UTC-03) | Команда №1 | Результат         | Команда №2 | Стадия    | Зрители |
| ------------- | -------------- | ---------- | ----------------- | ---------- | --------- | ------- |
| 20 июня, 2013 | 19:00          | Нигерия    | 1–2               | Уругвай    | Group B   | 26,769  |
| 22 июня, 2013 | 16:00          | Италия     | 2–4               | Бразилия   | Group A   | 48,874  |
| 30 июня, 2013 | 13:00          | Уругвай    | 2–2(Пенальти 2:3) | Италия     | 3rd place | 43,382  |